# Хемокултура
Хемокултура  је једна од микробиолошка анализа крви пацијента, која се првенствено односи на испитивање присуства бактерија, најчешћих узрочника у крви, јер  поред бактерија, у крвотоку се могу наћи гљивице, вируси и паразити. Како је по својој физиологији, крв је стерилна., хемокултура се ради када се сумња да је дошло до продора микроорганизама у крвоток болесника.
Налаз хемокултуре је од великог значаја за клиничара јер позитивна хемокултура дијагностикује узрочника, а негативна хемокултура указује да се ради о локалној инфекцији.

## Индикације
Хемокултура се ради за потврду:
- бактеријске инфекцију која се проширила у крв. То укључује менингитис и остеомијелитис. ,  упалу плућа, инфекције бубрега и сепсу,
- гљивичне инфекције у крви,
- ендокардитиса изазваног бактеријском инфекција срчаних залистака,
- за примену најефикаснијих лекове за убијање бактерија или гљивица.
- узрока необјашњиве грознице, шока или других веома озбиљних инфективних болести.